# Björkshults glasbruk
Björkshults glasbruk var ett glasbruk i Björkshult, Fagerhults socken, Högsby kommun, verksamt 1892–1978.
Björkshults glasbruk grundades av glasarbetarna Carl Pettersson, Frans Oscar Johansson, Oscar Carlström och Ernst Ruben Nyrén och hette då Björklunda glasbruk. Produktionen inriktades från början mot hushållsglas. Redan 1897 gick glasbruket i konkurs men 1902 återupptogs verksamheten av ett nytt aktiebolag. 1906 brann glasbruket och gick därefter på nytt i konkurs men kunde starta på nytt efter återuppbyggnad 1908. Under hela 1910-talet hade man svårigheter att få lönsamheter i driften och samarbetade tidvis med Rosdala glasbruk. 1919 köptes glasbruket av grosshandlaren Emil Karlsson som bytte namn på glasbruket till Björkshult. Under hans ägarskap stabiliserades bolagets ekonomi under 1920-talet. Förstördes dock glasmagasinet av en brand och förlusterna gjorde att bruket fick säljas på exekutiv auktion. 1934 brann hyttan och kort därefter glassliperiet. Under 1930-talet började man tillverka härdat stabilglas för lampkupor och dricksglas. Man tillverkade även klotflöten för fiskeindustrin. 
Efter återkommande svårigheter lyckades man få stabilitet i driften under 1920-talet. Ragnar Johansson hade från 1940-talet framgångar med en serie glasdjur, som kom att kopieras även vid andra glasbruk. Den danska formgivaren Hans Christian Wagner arbetade 1950-1976 för Björkshult. Andra formgivare vid bruket var Margareta Schlyter-Stiernstedt som endast var anställd här under 1950-talet men vars produkter fanns kvar fram till nedläggningen och Carl-Einar Borgström som arbetade för glasbruket 1970–1973.